# Villanueva de los Castillejos
Villanueva de los Castillejos ist eine spanische Stadt in der Provinz Huelva in der Autonomen Gemeinschaft Andalusien. 2024 hatte die Gemeinde 2.936 Einwohner. Sie befindet sich in der Comarca Andévalo.

## Geografie
Die Gemeinde grenzt an die Gemeinden El Almendro, Alosno, Cartaya, Gibraleón, El Granado, San Bartolomé de la Torre und Sanlúcar de Guadiana.

## Geschichte
Der heutige Ort entstand im 15. Jahrhundert. 1631 wurde er von Philips IV. zu einer Kleinstadt ernannt und diese wurde damit von Gibraleón unabhängig.